# Atitlán (sopka)
Atitlán je mohutný kuželovitý a činný stratovulkán ležící na okraji kaldery stejnojmenného jezera. Nachází se v severní Guatemale v departementu Sololá v Guatemalské vysočině, která je součástí pohoří Sierra Madre de Chiapas.
Vulkán projevuje intenzivní a pravidelnou aktivitu, mezi roky 1469 až 1853 bylo zaznamenáno více než dvanáct eruptivních projevů. Atitlán je součástí Středoamerického vulkanického oblouku, který je tvořen řetězcem vulkánů napříč Střední Amerikou a jenž má svůj původ v podsouvání Kokosové tektonické desky pod tektonickou desku Karibskou. Vulkány tohoto oblouku náleží do takzvaného Ohňového kruhu, který lemuje pobřeží Tichého oceánu. Severně od vulkánu Atitlán se ve vzdálenosti několika kilometrů vypíná vulkán Tolimán a severozápadním směrem se tyčí vulkán San Pedro. Atitlán s Tolimánem jsou od San Pedra odděleny úzkou zátokou.

## Fauna
Mlžné pralesy na svazích Atitlánu jsou domovem dvou velmi vzácných endemických druhů ptáků, guana horského (Oreophasis derbianus) a tangary Cabanisovy (Tangara cabanisi). Guan horský je přeživší pleistocenní druh čeledi hokovitých, který dnes už jen sporadicky obývá území svého původního výskytu. Jeho habitat se omezuje na oblast mlžného pralesa v nadmořské výšce nad 1650 metrů. Tento pták je velký asi jako krocan a pro dospělé samce je charakteristický rudý masitý roh na vrcholu hlavy. Tangara Cabanisova se zde vyskytuje pouze v několika izolovaných lokalitách, ale v obdobném habitatu středních výšek horského pásma se jí daří ještě v dalších místech pohoří Sierra Madre de Chiapas v Mexiku a západní Guatemale.